# Dnièster
El Dnièster (en ucraïnès Дністép, Dnister; en romanès Nistru; en rus Днестр, Dniestr; en grec antic: Τύρας, Tyras, derivat d'un mot escita; també anomenat, antigament, Danastris o Danastus, nom derivat de l'arrel indoirànica don, que vol dir 'aigua') és un riu amb una longitud de 1.362 kilòmetres que neix a Ucraïna, marca la frontera amb Moldàvia i desemboca a la mar Negra. En català és més conegut habitualment sota la forma Dnièster, derivada de la pronúncia del nom rus del riu. És el segon riu més important d'Ucraïna i el riu principal de la regió històrica ucraïnesa de Galítsia, com també un símbol d'importància històrica i etnogràfica del principat de Galítsia-Volínia. Separa les regions històriques de Podíl·lia i Bucovina. A part d'Ucraïna, travessa Moldàvia.

## Etimologia i història
Tiras (llatí Tyras, grec Τύρας) fou un dels principals rius de la Sarmàcia europea. Heròdot diu encertadament que naixia a un gran llac. Corria paral·lel al riu Ister i feia de frontera entre Dàcia i Sarmàcia. Desaiguava a la mar Negra al nord-est de la desembocadura de l'Ister, del que estava a uns 200 km. Segons els Iambes al Rei Nicomedes era navegable i hi abundava el peix, i Ovidi diu que era un riu ràpid. Els turcs el van anomenar Tural.
El nom actual de Dnièster prové de l'arrel indoirànica "don", que significa "aigua". Aquest riu comparteix la mateixa arrel amb: el Don, Síverskyi Donets, Dniéper (Danapris) i el Danubi (Dunai - Donau - Danube).

## Curs

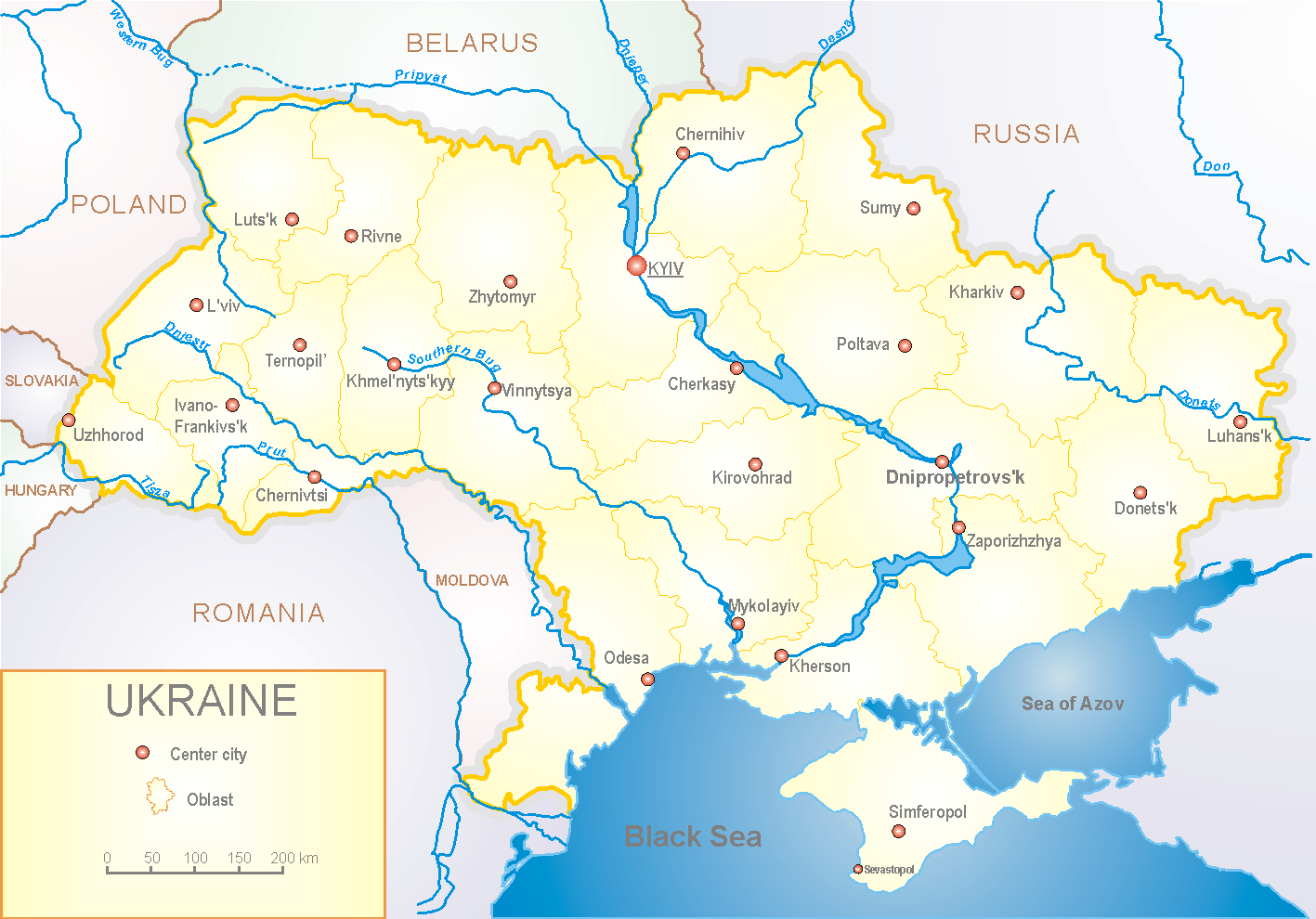
Mapa dels rius d'Ucraïna (en anglès)

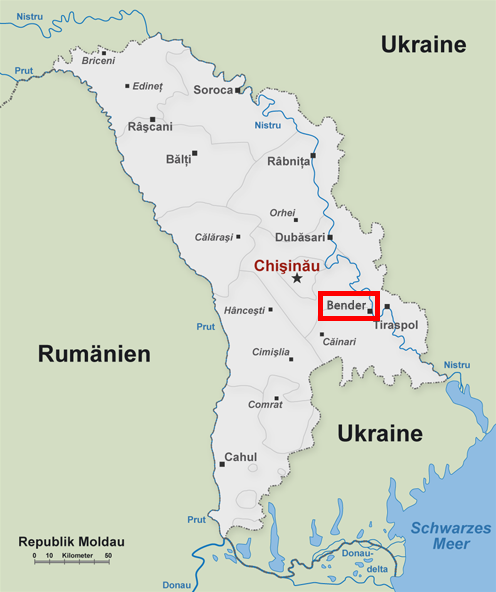
Mapa simplificat de Moldàvia mostrant el curs del Nistru.

El riu marca la fi real de l'estepa eurasiàtica. El Dnièster neix a una elevació d'entre 900 i 1.000 m, al mont Rozlutx, a la part dels Carpats anomenada Beskidy (Бески́ди), precisament als Beskids del Dnièster alt (Вехньодністро́вські Бески́ди, Vekhnodnistrovski Beskidi), prop del poble de Vovtxe (Вовче, abans Середа, Sereda), a l'óblast de Lviv no gaire lluny de la frontera amb Polònia, i comença el seu camí cap a l'oest, sud-oest. Travessa les províncies ucraïneses d'Ivano-Frankivsk, Txernivtsí, Ternópill, Khmelnitski (dibuixant la frontera entre aquestes dues últimes i la de Txernivtsí, com també entre la de Ternópill amb la d'Ivano-Frankivsk) i Vínnitsia, marcant la frontera amb Moldàvia abans d'entrar a aquest país. Fa 398 kilòmetres per Moldàvia, la majoria dels quals marquen la frontera entre Moldàvia i Transnístria, i després torna a separar Moldàvia d'Ucraïna i finalment, entra a Ucraïna de nou a l'óblast d'Odessa. Desemboca a la mar Negra prop de Bílhorod-Dnistrovski, uns 40 km al sud, sud-oest de la ciutat d'Odessa. Els ucraïnesos consideren que desemboca al seu liman, el liman del Dnièster, un tipus d'estuari, per després arribar a la mar Negra.

## Ciutats importants o d'interès
Ciutats o municipis importants o d'interès banyades pel riu:

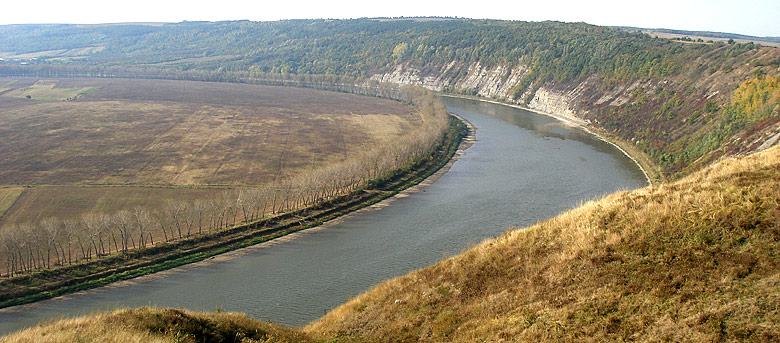
Meandre del riu prop dels pobles de Pylyptxe (Пили́пче) i Ústia (У́стя), a l'óblast de Ternópill a la tardor.

### Ucraïna
- Staryi Sambir (Старий Самбір, "Sambir Vell"), a l'óblast de Lviv.
- Sambir (Самбір)
- Mykolaiv (Миколаїв), a l'óblast de Lviv, petita ciutat que comparteix el mateix nom amb la capital de l'óblast de Mikolaiv.
- Novyi Rozdil (Новий Розділ), a l'óblast de Lviv
- Juravno, també Juravne (Жура́вно, Журавне), a l'óblast de Lviv
- Hàlytx (Галич), la ciutat que dona nom a la regió d'Halytxynà (Galítsia), a l'óblast d'Ivano-Frankivsk
- Iezupill (Єзупіль), a l'óblast d'Ivano-Frankivsk
- Koropets (Коропе́ць), té una església de fusta d'interès arquitectònic, a l'óblast de Ternópill.
- Zalísxyky (Залі́щики), a la riba esquerra del Dnièster, al sud de l'óblast de Ternópill
- Khotyn (Хоти́н). Ciutat famosa per la seva fortalesa medieval (segles XIII-XV), es troba a les regions històriques de Bessaràbia i Bucovina, a l'óblast de Txernivtsí.
- Starà Úixytsia, abans Úixytsia (Стара́ У́шиця, abans У́шиця), prop d'on el riu Úixytsia desemboca al Dnièster, a l'óblast de Khmelnitski.
- Novodnistrovsk (Новодністро́вськ), a l'óblast de Txernivtsí
- Mohyliv-Podilskyi (Могилі́в-Поді́льський), a l'óblast de Vínnitsia
- Ataky (Атаки; romanès: Atachi), és un poble a l'óblast de Txernivtsí. No s'ha de confondre amb la ciutat a Moldàvia, a la frontera amb Ucraïna.
- Iàmpill (ucraïnès: Я́мпіль; romanès: Iampol), óblast de Vínnitsia, a la frontera amb Moldàvia.

### Moldàvia
- Otaci (ucraïnès: Атаки), situat a la frontera amb Ucraïna. No s'ha de confondre amb el poble a Ucraïna, óblast de Txernivtsí.
- Soroca (ucraïnès: Сороки, Soroky)
- Camenca (ucraïnès: Ка́м'янка, Kàmianka), a la riba esquerra del Dnièster, de facto a Transnístria
- Rezina (ucraïnès: Резіна), a la riba dreta del Dnièster
- Rîbniţa (romanès: Rîbniţa; ucraïnès: Ри́бниця, Rýbnytsia; rus: Ры́бница), a la riba esquerra del Dnièster, sota el control efectiu de Transnístria
- Dubăsari (ucraïnès: Дубосари, Dybossary), a la riba esquerra del Dnièster, sota el control efectiu de Transnístria
- Grigoriòpol, ciutat de Moldàvia a la riba esquerra del Dnièster, sota el control efectiu de Transnístria
- Slobòzia, a la riba esquerra del Dnièster, sota el control efectiu de Transnístria
- Bender o Tighina (ucraïnès: Бендери, Bendery) és una ciutat a Moldàvia, sota el control efectiu de l'estat no reconegut de Transnístria des del 1992. Coneguda per la seva fortalesa medieval.
- Tiraspol és la segona ciutat més gran de Moldàvia i la capital i centre administratiu de l'estat no reconegut de Transnístria.

### Liman del Dnièster

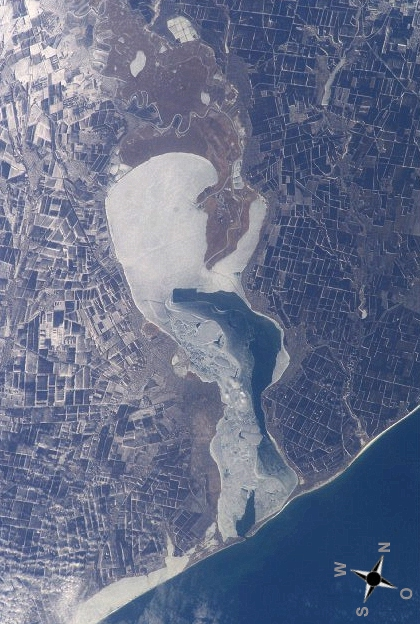
Desembocadura del Dnièster a la mar Negra l'hivern, amb el seu líman mig congelat (óblast d'Odessa).

Municipis al liman del Dnièster, a l'óblast d'Odessa, a Ucraïna de nou:
- Bílhorod-Dnistrovskyi (Білгород-Дністровський; romanès: Cetatea Albă), es troba a la riba dreta del líman. Famosa per la seva fortalesa medieval, sovint anomenada pel seu nom turc d'Akkerman.
- Ovidiòpol (Овідіополь), davant per davant de Bílhorod-Dnistrovskyi, a l'altra banda del líman, a la riba esquerra.
- Xabo (Шабо), a la riba dreta, entre Bílhorod-Dnistrovskyi i Zatoka.
- Karolino-Buhaz (Кароліно-Бугаз), just on comença la barra de sorra, per la banda nord-est, per la riba esquerra. És un petit lloc d'estiueig.
- Zatoka (Затока), situada just a l'obertura a la barra de sorra (el mini estret) que deixa entrar l'aigua de mar i sortir l'aigua de l'estuari, el seu nom vol dir "Badia" en ucraïnès. També és un petit lloc d'estiueig.

## Tributaris
En ordre del naixement fins a la desembocadura (els afluents que entren per l'esquerra porten una E, els de la dreta van marcats amb D, i la llargada en quilòmetres també és indicada quan se'n té constància), són els següents:
- Stri (Стрий, D, 230 km), aquest riu de l'óblast de Lviv neix als Carpats, a la muntanya d'Iavornyk (Яворник), als Beskydy i desemboca al Dnièster entre les ciutats de Khódoriv (Хо́дорів) i Jydàtxiv (Жида́чів).
- Nejukhivka (Нежухівка, D)
- Svitxa (Свіча, D, 107 km), neix a l'óblast d'Ivano-Frankivsk, al massís dels Gorgan·i (Ґорґа́ни), als Carpats.
- Límnytsia, també Lòmnytsia (Лі́мниця, Ло́мниця, D, 122 km), neix al mont Buxtul (Буштул), també al massís dels Gorgan·i (Ґорґа́ни).
- Lukva (Луква)
- Bystrýtsia (Бистри́ця, D, 17 km), neix de la confluència de tres rius, el més llarg, el Bystrýtsia Nadvirianska (Бистриця Надвірнянська), de 94 km.
- Hnylà Lypa (Гнила́ Ли́па, "Til·ler Podrit" o "Tell Podrit", E, 87 km), neix al poble de Lypivstsi (Липівці).
- Zolotà Lypa (Золота́ Ли́па, és a dir, "Til·ler" o "Tell d'Or", E, 85 km). Passa per la ciutat de Berejany (Бережа́ни, pronunciat Berejan·i, on la "n" i la "y" són dues lletres diferents, pronunciades per separat).
- Russava (Русава, E, 78 km)
- Strypa (Стри́па, E, 135 km)
- Djuryn (Джурин, E, 51 km), conegut per les seves cascades, passa per l'óblast de Ternòpill.
- Seret (Сере́т, E, 242 km). Passa per les ciutats de Txortkiv (Чортків) i Ternópill, i també els "assentaments de tipus urbà" de Velyka Berezòvytsia (Велика Березовиця), Mykúlyntsi (Мику́линці) i Zaliztsi (Залізці) a l'óblast de Ternópill, com també per l'óblast de Lviv. Desemboca al Dnièster prop del poble d'Horodok (Городок). (No s'ha de confondre amb el riu Siret, que a vegades també es diu Seret (Сірет, Серет), un afluent esquerre del Danubi, ni amb el riu homònim però més petit, de l'óblast de Lviv, afluent del Pobuk i que passa pel poble de Drohòbytx, Дрогóбич).
- Nitxlava (Нічлава, E, 83 km)
- Zbrutx (Збруч, E, 247 km). El 1848, vora el riu es va trobar una escultura en forma de columna amb un cap de 4 cares, que es va anomenar l'ídol del Zbrutx. Representa una deïtat eslava i data del segle IX.
- Smòtrytx (Смо́трич, E, 169 km)
- Studènytsia (Студе́ниця, E, 85 km)
- Úixytsia (У́шиця, E, 122 km), passa pel poble de Zínkiv (Зі́ньків), (óblast de Khmelnitski), famós pel seu pa negre i els seus embotits.
- Murafa (Мура́фа, E, 163 km)
- Iahorlyk (Ягорли́к, E, 73 km)
- Răut o Réut (romanès: Răut; jiddisch: רעװעט, transcrit: révet; ucraïnès: Реу́т o Ре́ут, transcrit: Réut o Reüt; D, 286 km), banya el territori de Moldàvia, passant per Bălţi, Orhei i Floreşti.
- Riu Bîc o Bîcul (moldau o romanès: Râul Bîc o Bîcul; ucraïnès: Бик, Byk, D, 155 km) és un riu a Moldàvia, afluent dret del Dnièster.
- Kutxurhan (Кучурган, E, 109 km)
- Stryvíhor o Strwiąż (ucraïnès: Стриві́гор; polonès: Strwiąż, pronunciat Strviaj, E, 94 km). Neix a Polònia, als Beskids Centrals, i banya els territoris de Polònia i Ucraïna.
- Veresxýtsia (Верещи́ця, E, 92 km), neix als pujals de Roztòtxia (ucraïnès: Розто́ччя; polonès: Roztocze), a l'óblast de Lviv. Banya els territoris d'Ucraïna i Moldàvia.
- Jvàntxyk (Жванчик, E, 107 km), neix al poble de Klynove (Клинове)
- Liadva (Лядва, E)

## Galeria d'imatges

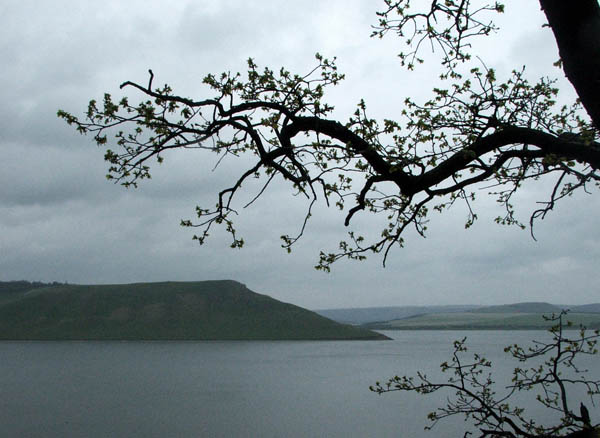
El Dnièster prop de Starà Úixytsia (Стара́ У́шиця), Ucraïna
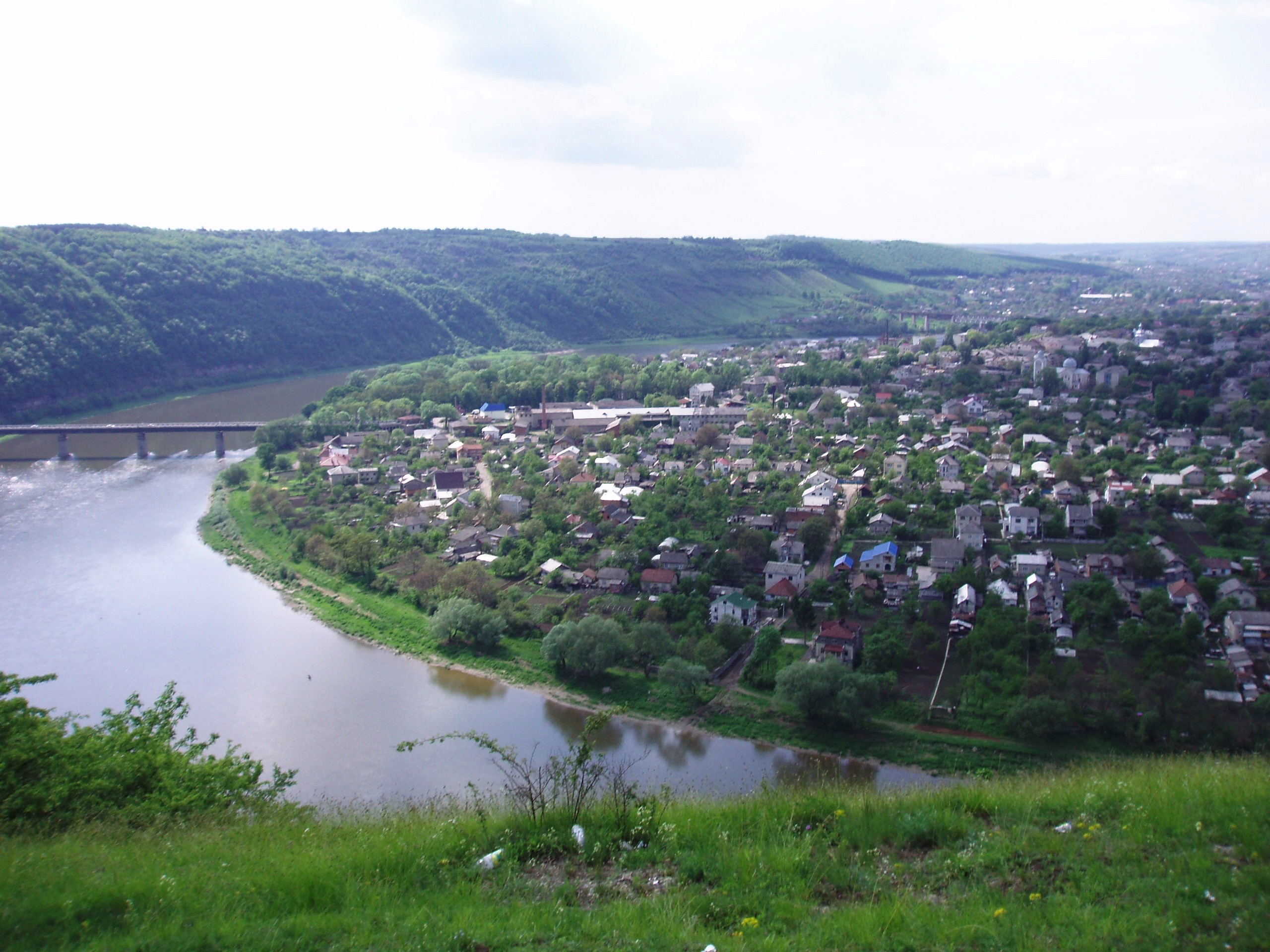
El Dnièster al seu pas per Zalísxyky.
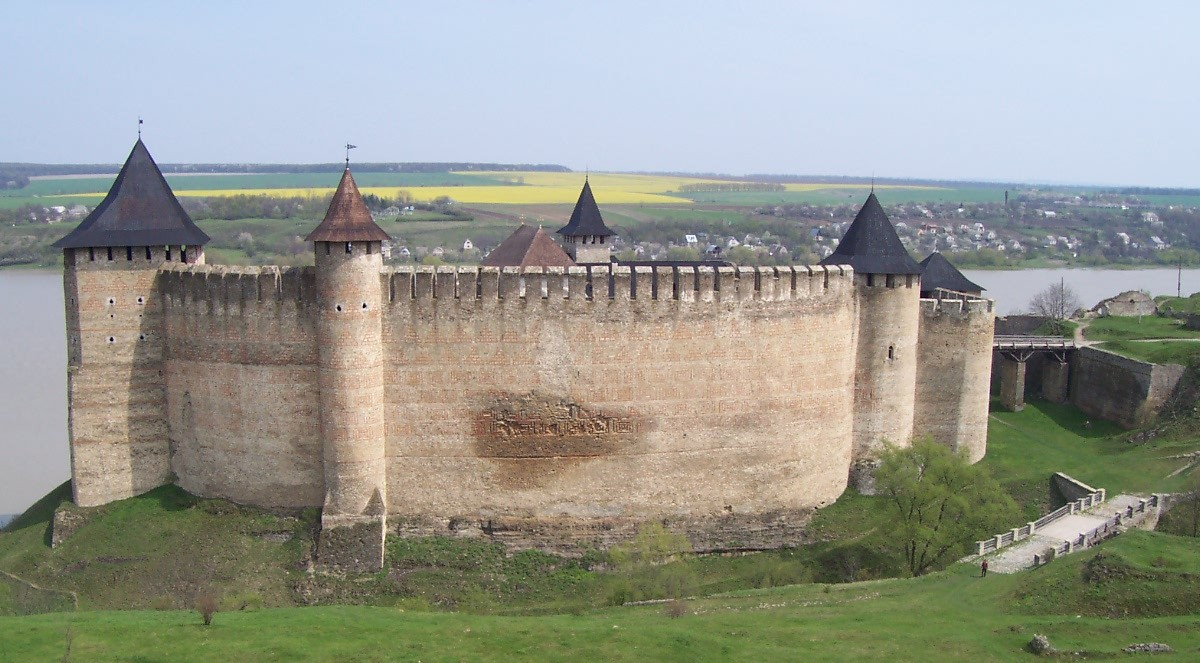
La fortalesa de Khotýn amb el riu a segon pla.
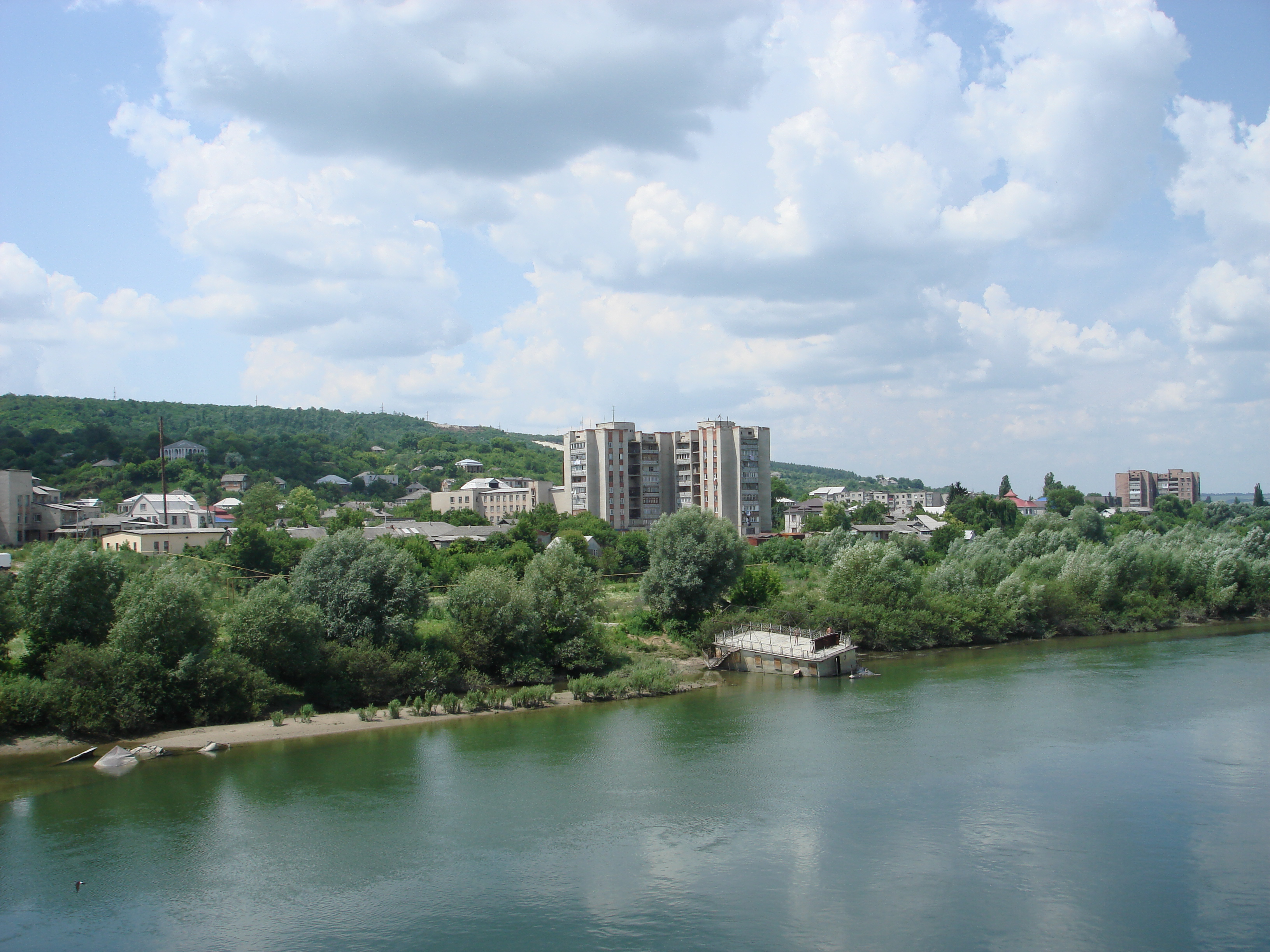
El Dnièster a Ataki o Otaci, Moldàvia, a la frontera amb Ucraïna
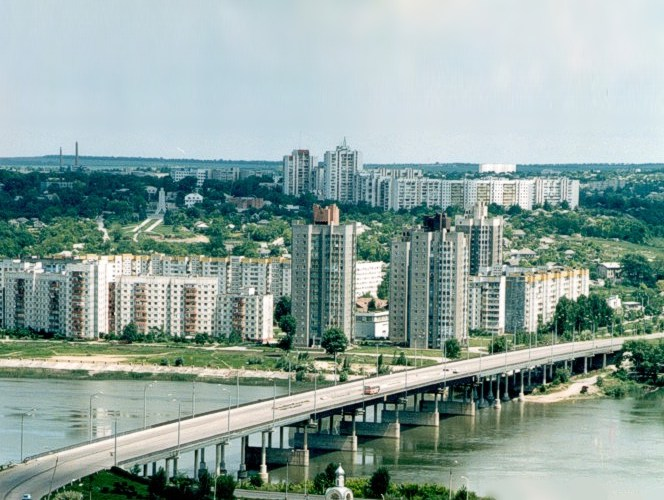
Panorama de Rîbniţa, a Moldàvia / Transnístria.
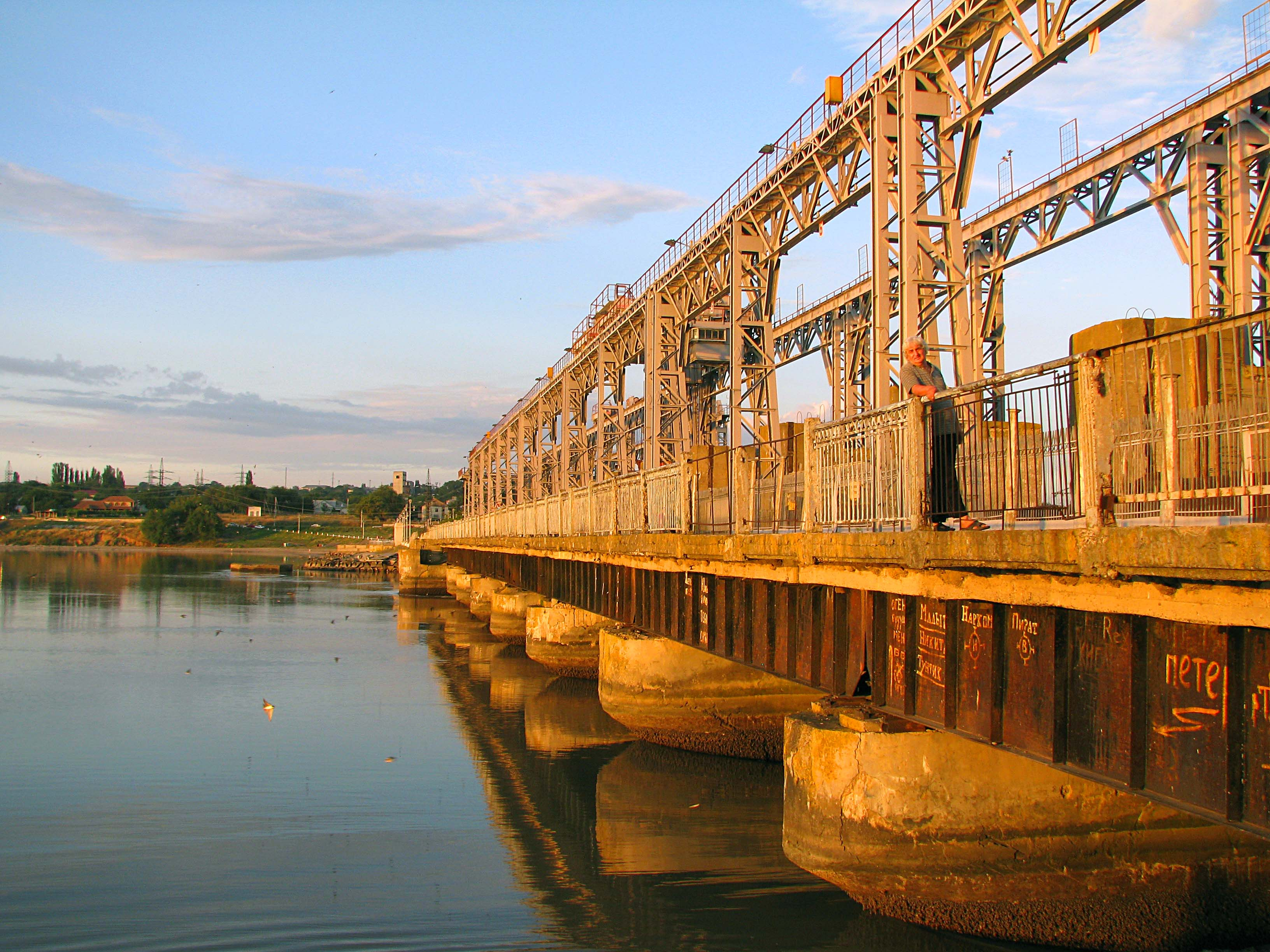
Presa a Dubăsari
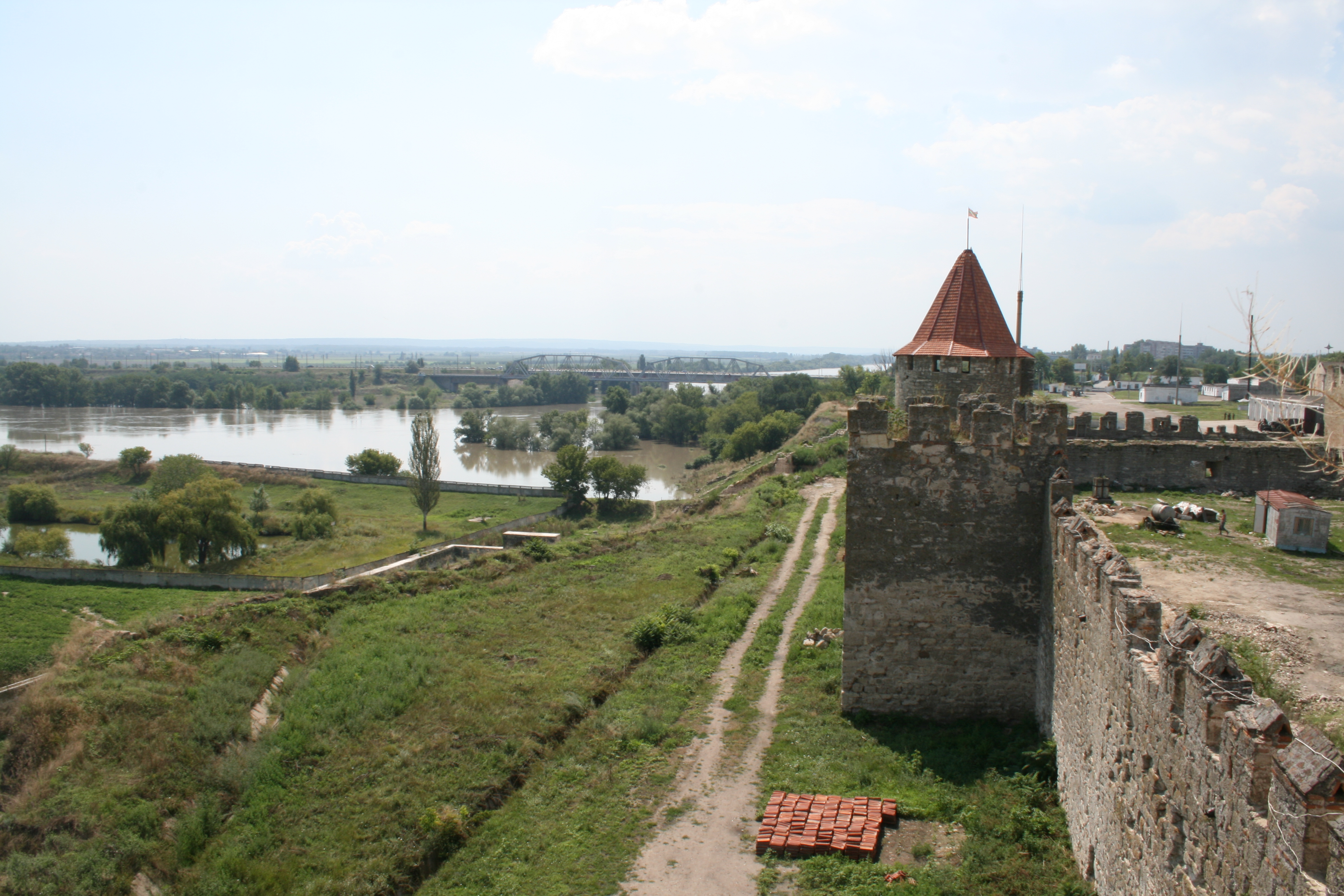
La fortalesa de Bender, a Moldàvia, amb el riu en segon pla.
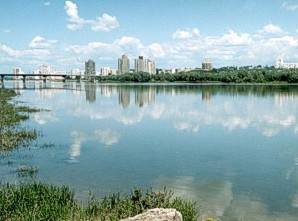
El Dnièster a Tiràspol o Tyràspol (Тира́споль), Moldàvia
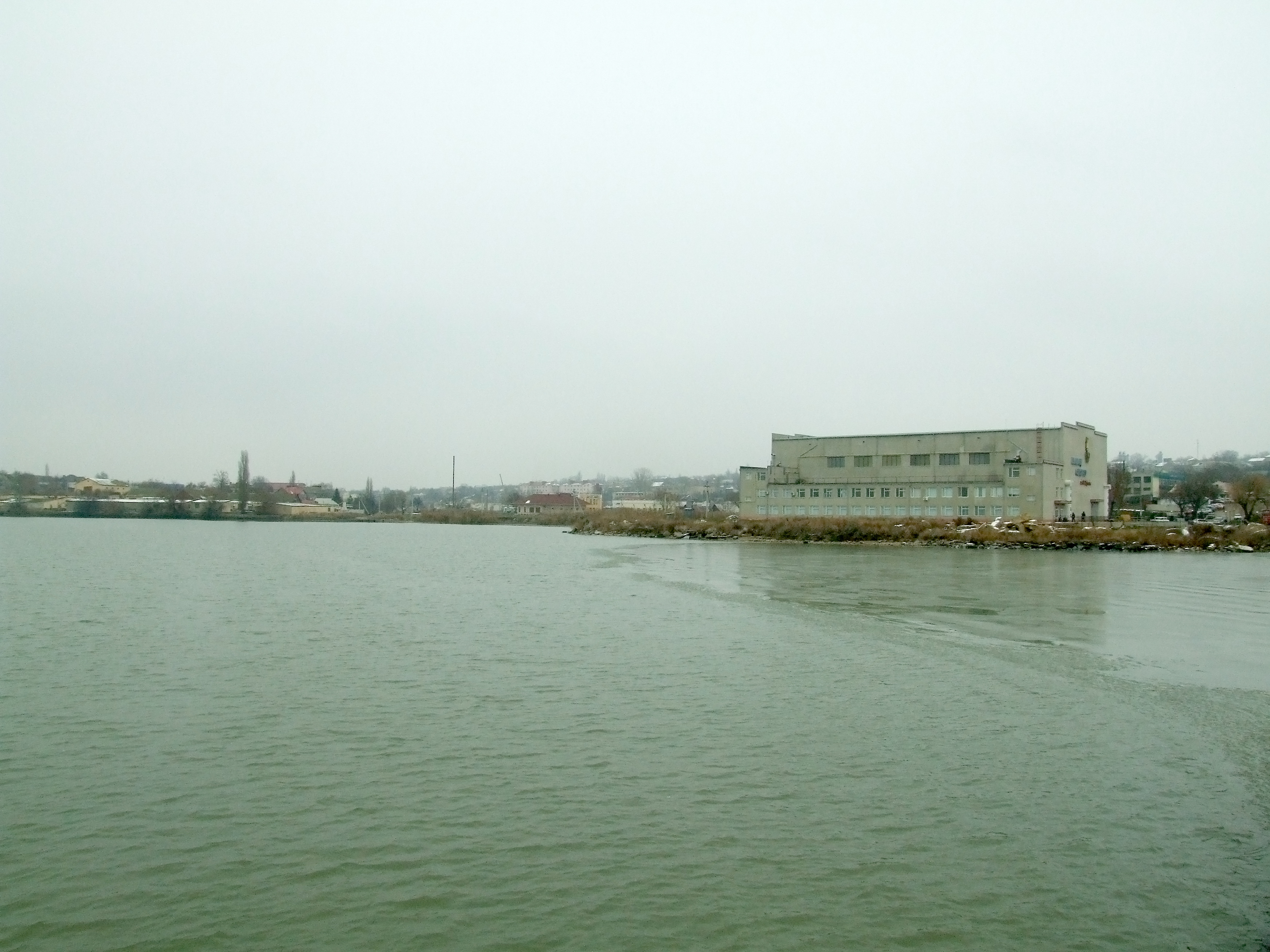
Vista d'Ovidiòpol, al liman del Dnièster
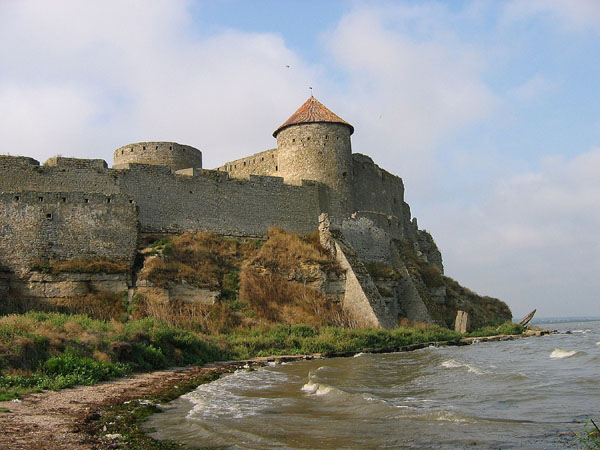
La fortalesa d'Akkerman o Bílhorod-Dnistrovskyi, al liman del Dnièster